# دامفریس و گالووی
دامفریس و گالووی (به انگلیسی: Dumfries and Galloway) یک شهرستان در بریتانیا است که در اسکاتلند واقع شده‌است.
این شهرستان ۶٬۴۲۶ کیلومتر مربع مساحت و ۱۵۱٬۰۰۰ نفر جمعیت دارد.

## نگارخانه

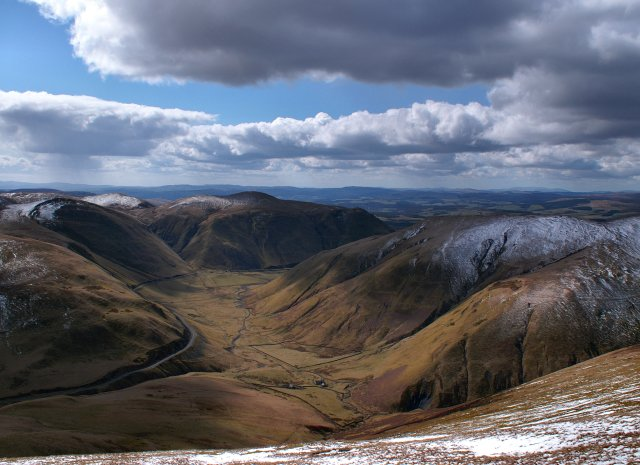
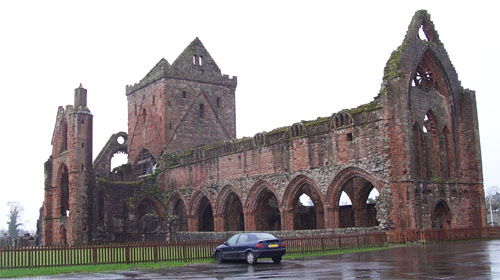
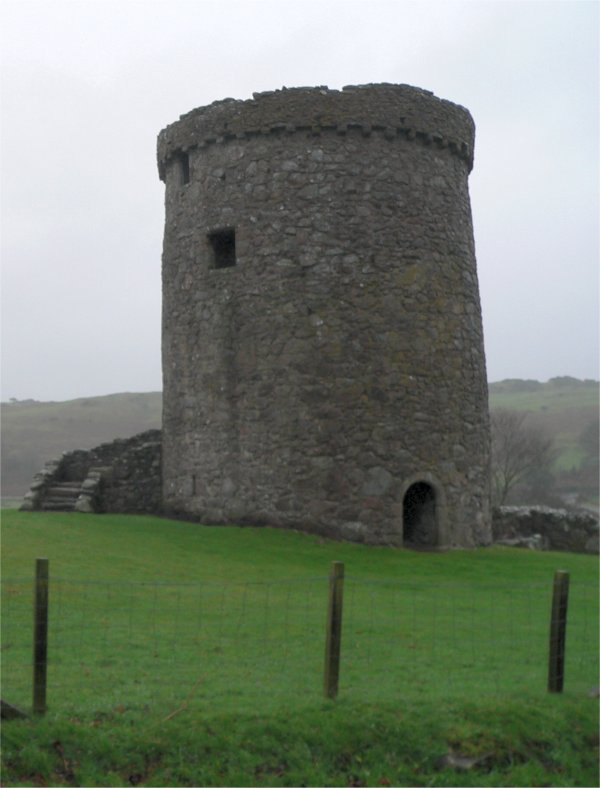
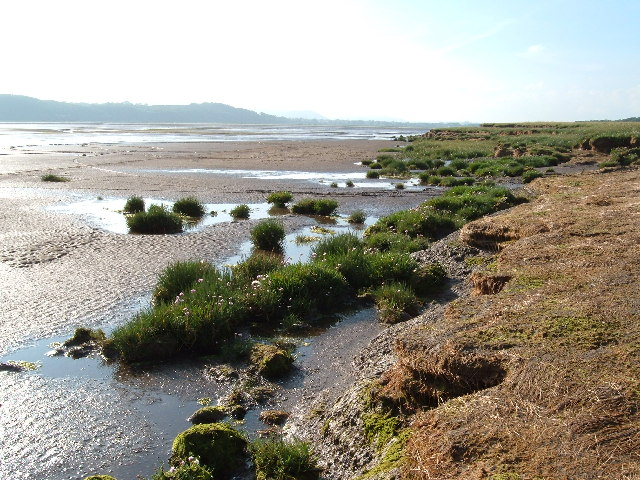
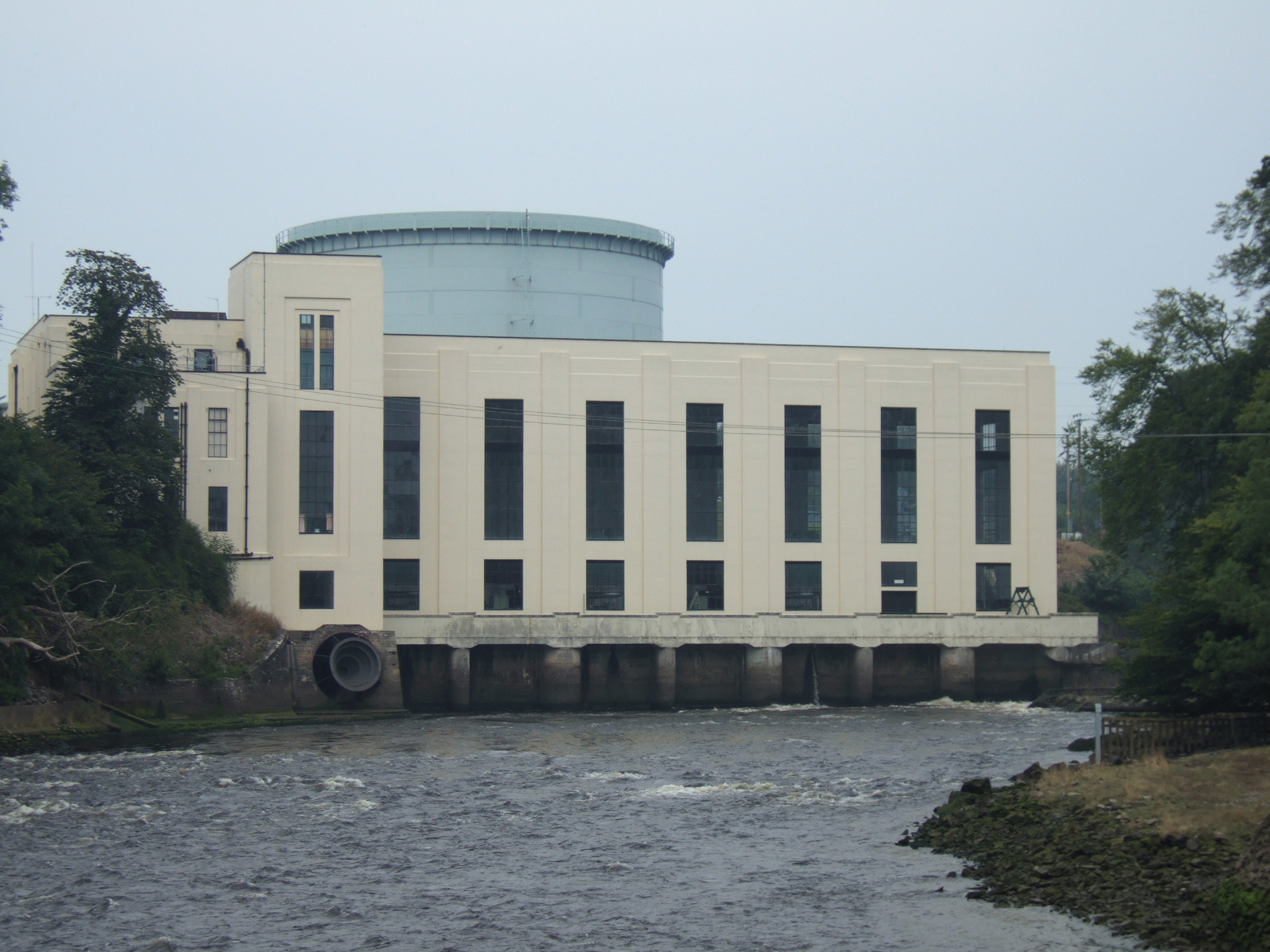
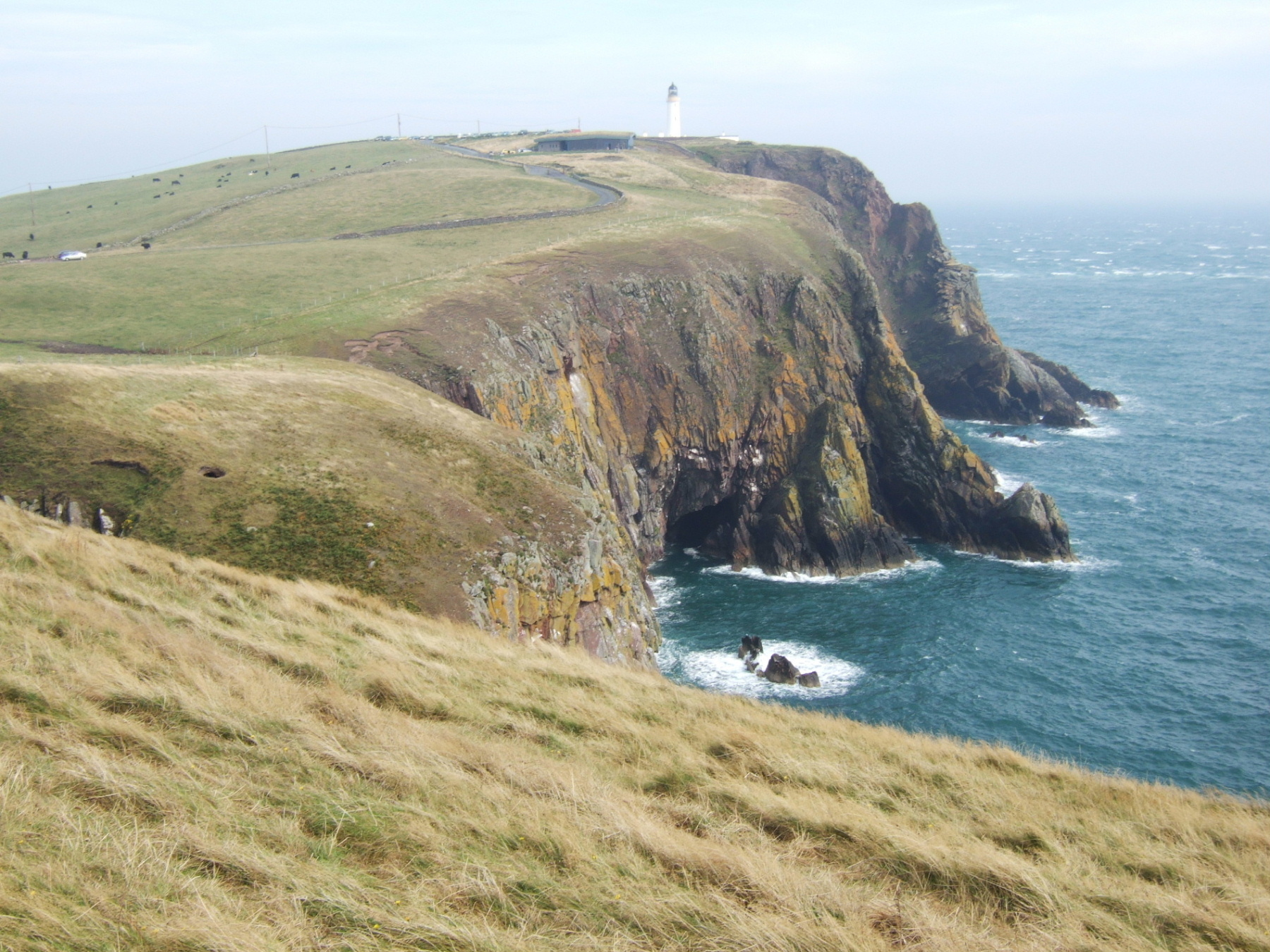
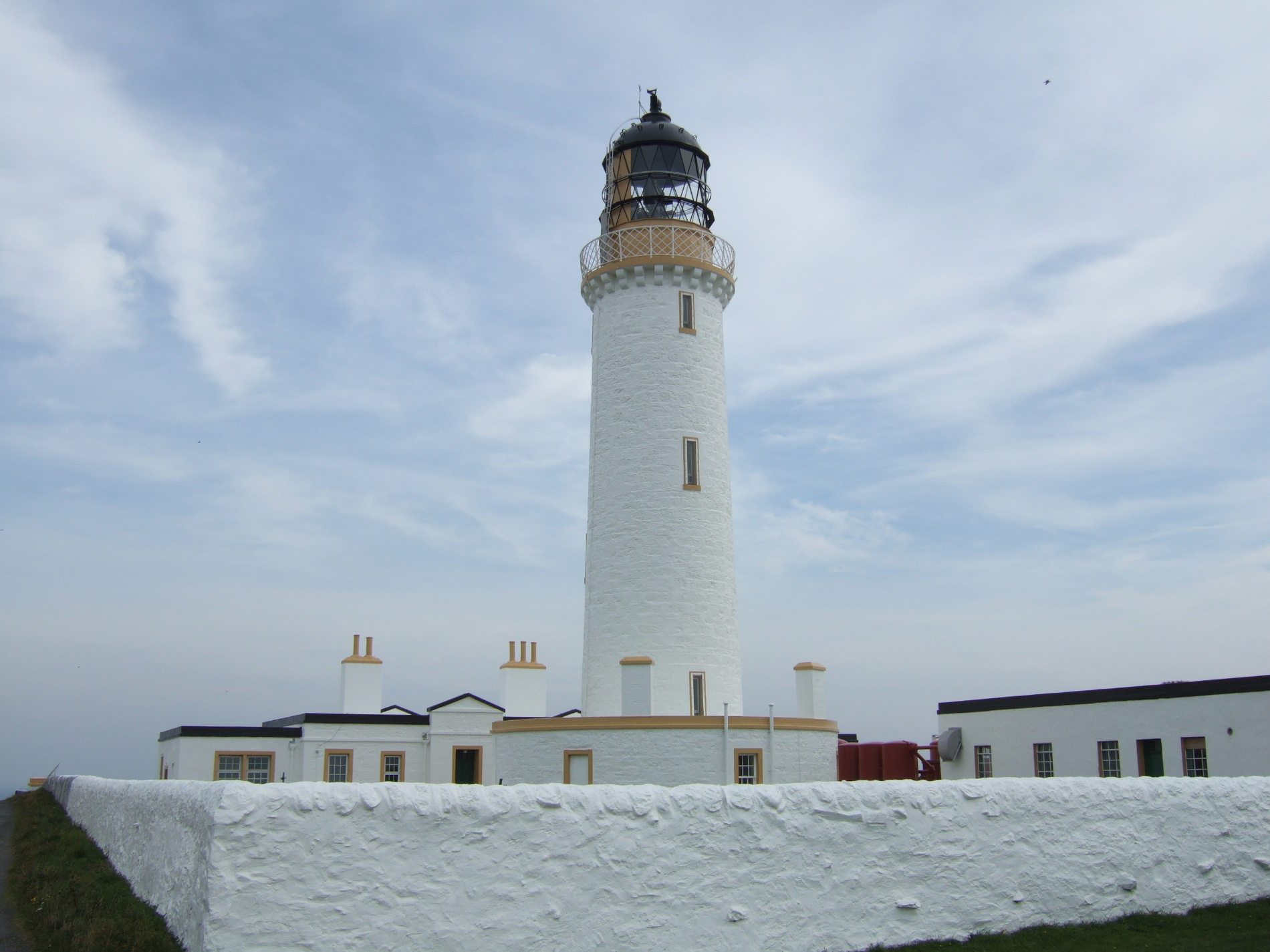
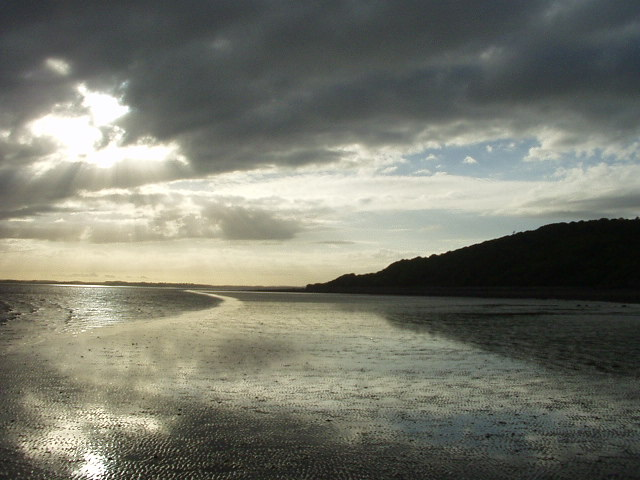
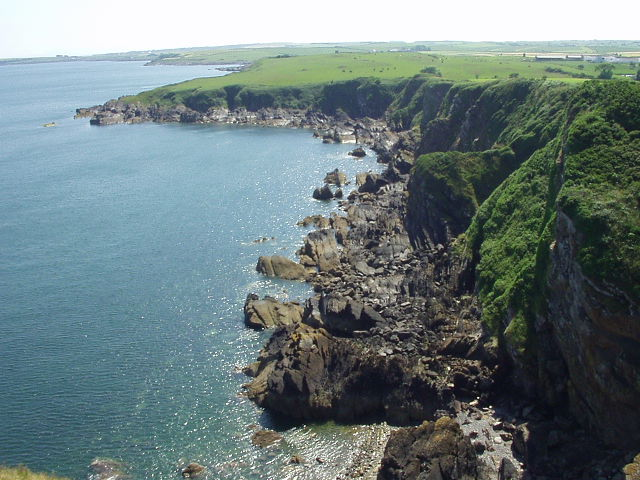
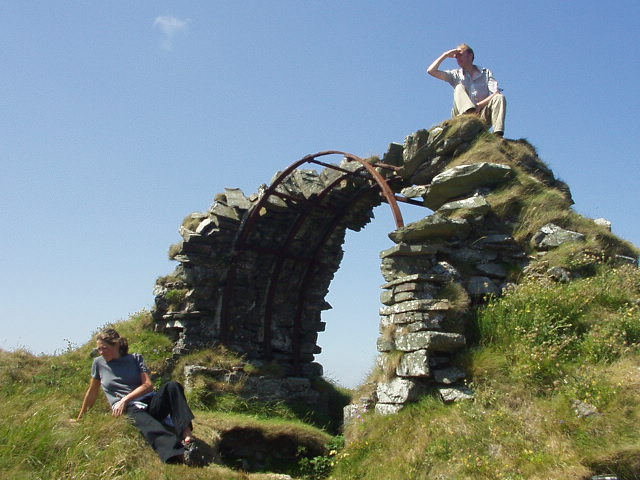
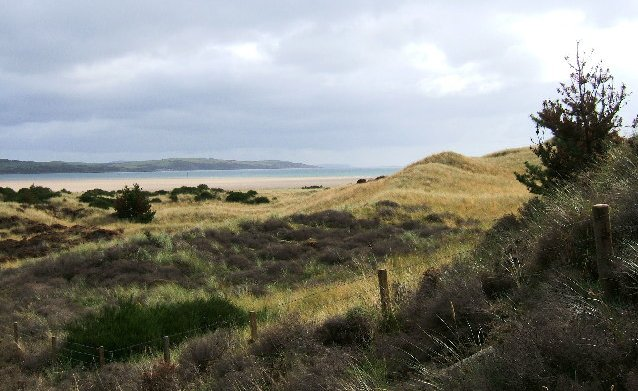
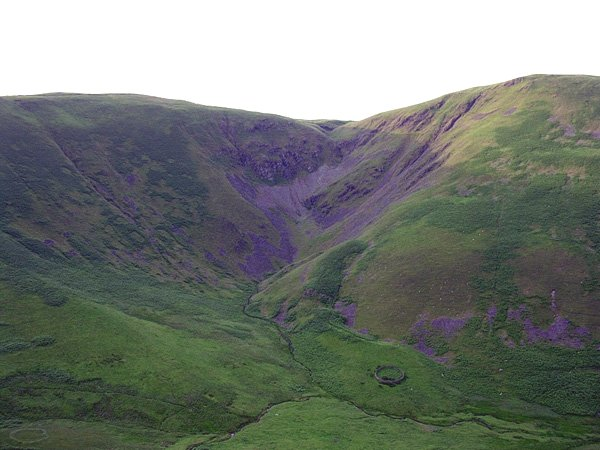
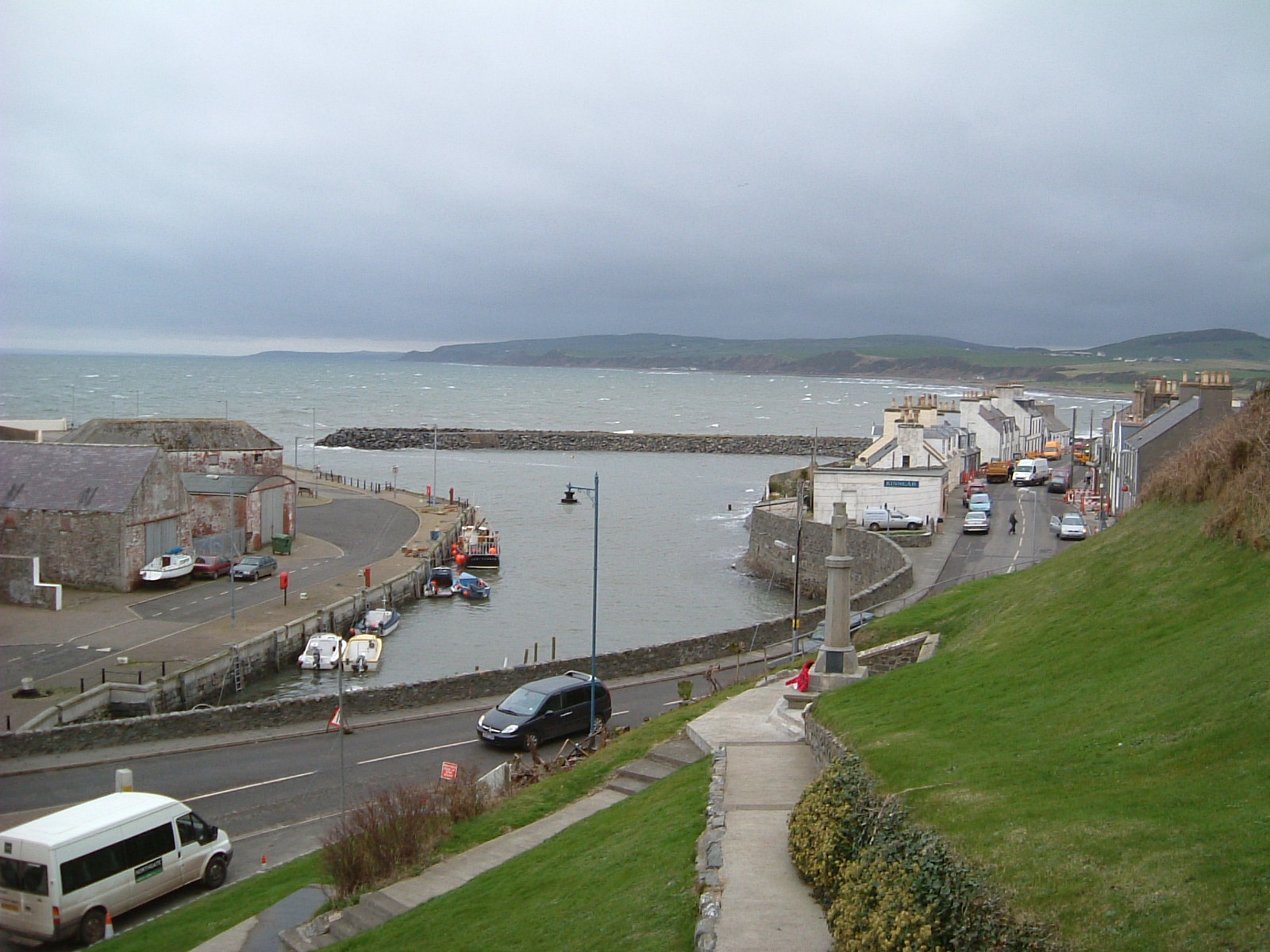
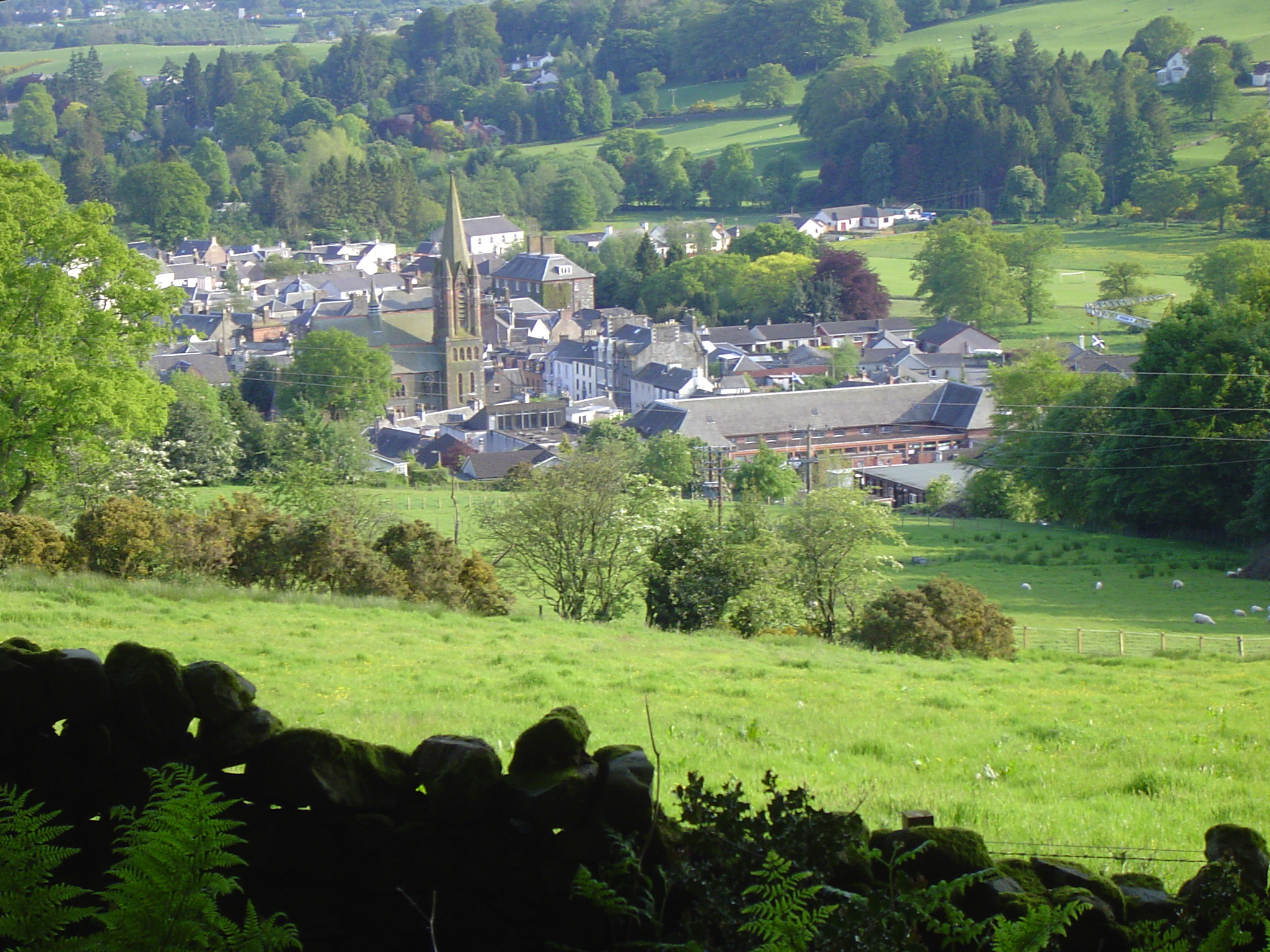
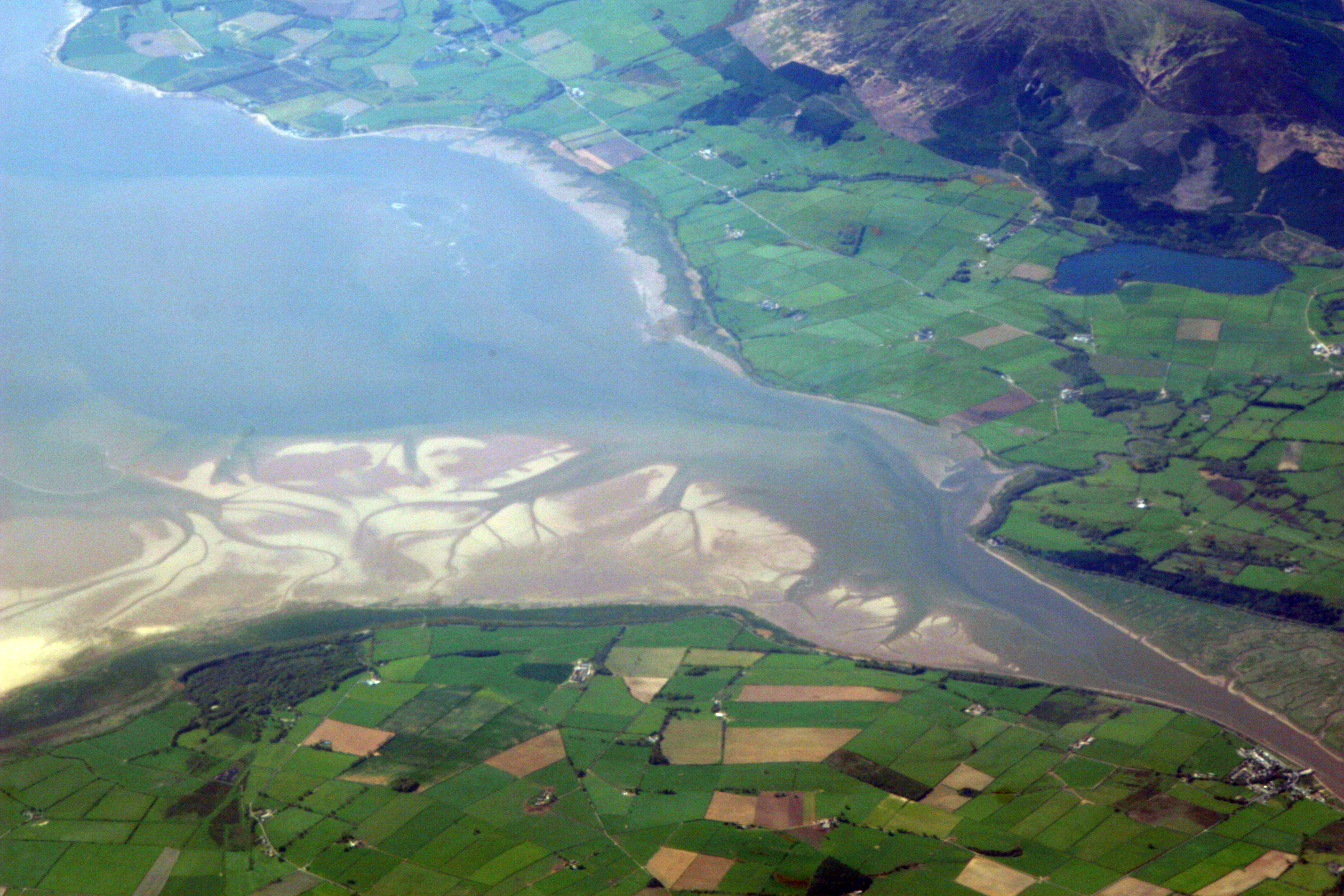